# Bromius
Bromius is een geslacht van kevers uit de familie bladkevers (Chrysomelidae).
De wetenschappelijke naam van het geslacht werd in 1837 gepubliceerd door Auguste Chevrolat.

## Soorten
- Bromius obscurus Linnaeus, 1758